# Zamek w Ivrei
Zamek w Ivrei – zamek w Ivrei w rejonie Piemontu na północy Włoch. Został zbudowany w latach 1358–1393 na polecenie Amadeusza VI z dynastii sabaudzkiej, według projektu architekta Ambrogia Cognona (1358–1394). Nowa twierdza miała za zadanie wzmocnić obronę miasta i powstrzymać wojny między lokalnymi władzami.

## Charakterystyka i historia

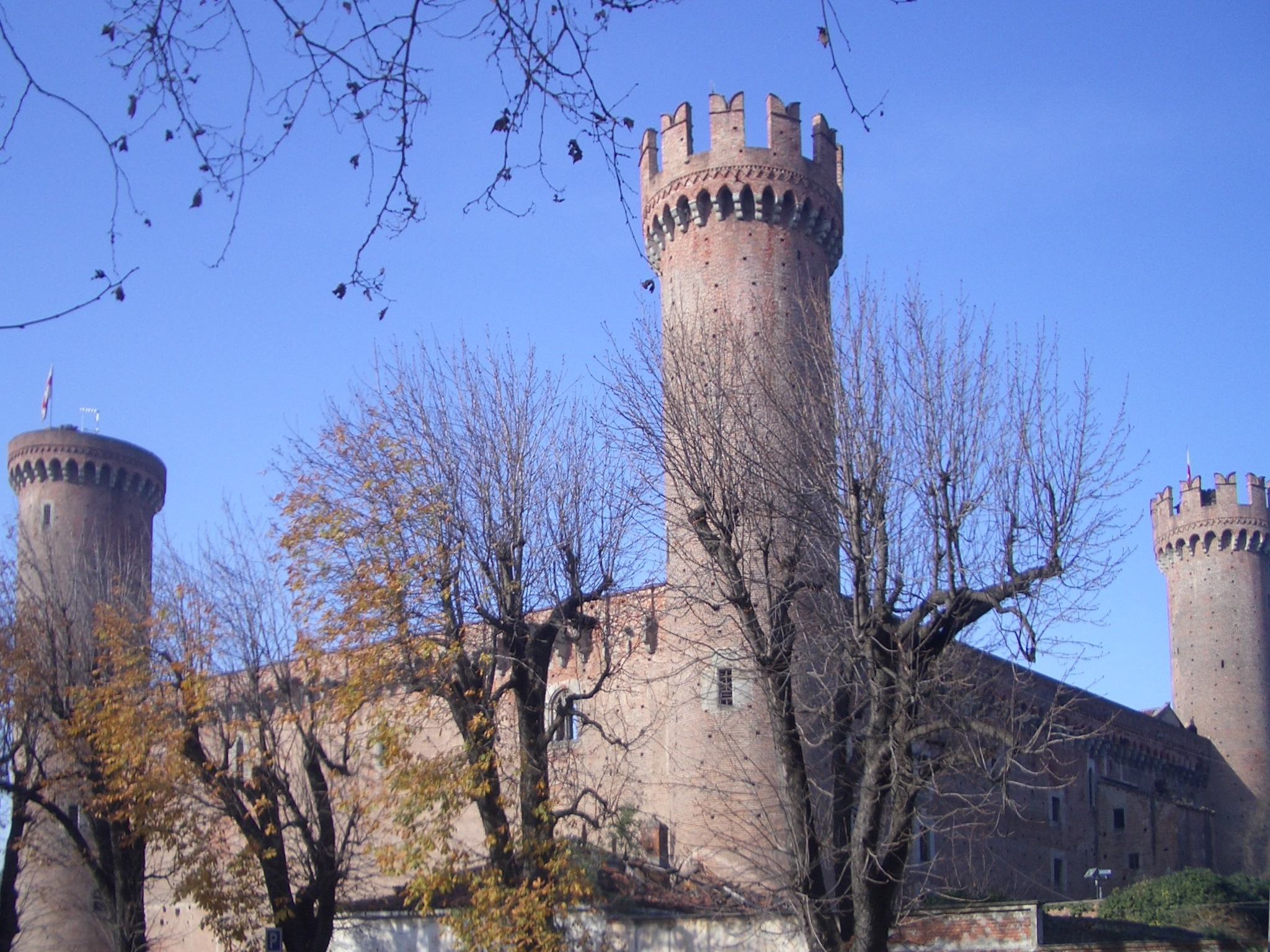
widok na zamek

Cała konstrukcja zamku charakteryzuje się prostokątnym planem z przejściem i czterema wieżami. Przy budowie zatrudniono pracowników z Vercelli, Mediolanu i Genewy. Zamek na przestrzeni wieków był wielokrotnie siedzibą rządu z dynastii sabaudzkiej, którzy tutaj obchodzili ważne wydarzenia, takie jak chrzest (w 1522 roku) Adriano, syna księcia Karola Sabaudzkiego. Rezydencja stała się zatem eleganckim pałacem z cennymi meblami, które zaspokajały wyrafinowane gusta księżnej Domu Sabaudzkiego, która poświęciła się rozwojowi sztuki i kultury w mieście Ivrea. Między XVI a XVII wiekiem zamek został przebudowany i przekształcony w garnizon wojskowy, z powodu częstych walk na terytorium Canavese między Francuzami i Hiszpanami. W tym okresie nastąpił również pożar w 1676 roku spowodowany eksplozją magazynu z amunicją, który znajdował się w północno-zachodniej wieży, co spowodowało śmierć 51 osób oraz zniszczenie stu domów. W XVIII wieku budynek wykorzystywany był jako więzienie i utrzymywał tę funkcję do 1970 roku, w którym państwo zwróciło go gminie Ivrea i rozpoczęło się wtedy wieloletnie odnowienie zamku.